# Afrixalus laevis
Afrixalus laevis es una especie de anfibios de la familia Hyperoliidae.
Habita en Camerún, República Democrática del Congo, Guinea Ecuatorial, Gabón, Uganda, posiblemente República Centroafricana, posiblemente República del Congo, posiblemente Nigeria y posiblemente Ruanda.
Su hábitat natural incluye bosques tropicales o subtropicales secos y a baja altitud y ríos.
Está amenazada de extinción por la pérdida de su hábitat natural.